# Sext Juli Cèsar (cònsol 91 aC)
Sext Juli Cèsar (en llatí Sextus Julius C. F. Caesar) va ser un magistrat romà. Formava part de la gens Júlia, i de la família dels Cèsar. Era fill de Gai Juli Cèsar i oncle de Juli Cèsar el dictador.
Va arribar a la magistratura de cònsol l'any 91 aC just abans d'esclatar la guerra social. El seu nom apareix en una pedra al Capitoli, però trencada en part, de manera que no es coneixen els seus avantpassats. Appià el va confondre amb Luci Juli Cèsar (cònsol 90 aC). Es conserven algunes monedes que probablement van ser encunyades en el seu mandat.